# Jack Reilly
John Aloysius „Jack“ Reilly (* 1. Januar 1932 in New York City; † 18. Mai 2018 in New Jersey) war ein US-amerikanischer Jazzpianist, Komponist, Arrangeur und Autor.

## Leben und Wirken
Reilly begann seine Musikerkarriere 1946; es folgte ein Studium bei Lennie Tristano, Ludmila Ulehla und Hall Overton. Nach Ableistung seines Militärdienstes bei der US-Marine kehrte er 1954 nach New York zurück; sein Debüt als Profimusiker hatte er in der Band von John LaPorta, mit dem er 1958 auf dem Newport Jazz Festival auftrat. In den folgenden Jahren arbeitete er mit eigenem Trio; als Solist trat er außerdem mit verschiedenen Sinfonieorchestern, Chören und Kammerensembles auf, die seine Kompositionen spielten. Er arbeitete als musikalischer Leiter für David Frost (That Was the Week That Was) und als Arrangeur/Pianist für die Sängerin Gloria Loring sowie für die Broadwayproduktion von Samuel Becketts Stück Eh Joe. Er legte eine Reihe von Alben unter eigenem Namen vor und wirkte bei Aufnahmen u. a. von Ben Webster, Ray Starlings New York Neophonic Orchestra und von George Russells New York Band mit, mit der er auch im Village Vanguard auftrat. Zu seinen bekanntesten Kompositionen zählen Jazz Requiem, Jazz Oratorio, Theme and Variations for Orchestra und Orbitals, Piano Concerto (2001). Im Bereich des Jazz war er zwischen 1958 und 2007 an 22 Aufnahmesessions beteiligt. 2001 wurde sein Klavierkonzert Orbitals von ihm als Solist und dem Keweenaw Symphony Orchestra uraufgeführt. Im November 2012 hatte sein Jazz Requiem Deutschland-Premiere bei einer Aufführung in Mainz mit dem Dirigenten Daniel Rumpf, Chor und Jazzquintett, mit Reilly als Solisten. 2013 war er Artist in Residence an der Brigham Young University und führte in diesem Rahmen The Music of Bill Evans and Jack Reilly mit seinem Trio auf.
Reilly ist Autor einer Jazzklavierschule und eines zweibändigen Buchs mit Analysen der Kompositionen von Bill Evans. Nach Lehrtätigkeit am Mannes College of Music wurde er 1982 als Professor für Jazzpiano an das New England Conservatory berufen.

## Publikationen (Auswahl)
- The Harmony of Bill Evans, Vol. 1 & Vol. 2. Hal Leonard, Inc.

## Kompositionen (Auswahl)
- La-No-Tib Suite for piano with improvisation (1957)
- Piano Sonata in D Minor and Concerto for Harmonica and Strings (1957)
- Jazz Requiem (1967)
- Mass of Involvement (1969)
- Oratorio – The Light of the Soul (1974)
- Concertina for Jazz Piano and Strings, Lullabies for Orchestra, Fantasy for Piano, and Wind Quintet (1978)
- Chuang-Tzu-Theme and 8 Variations for Orchestra (1993)
- Green Spring Suite (2002)
- Songs Without Words for Piano (2003)

## Diskographische Hinweise
- Blue-Sean-Green (1968)
- Tributes (1976)
- Live in Poland (1978)
- Marco Di Marco - Jack Reilly (1980) Duos
- November (Progressive, 1981) mit Jack Six und Ronnie Bedford
- The Brinksman (1981) solo
- Here's What I Like! (1984) solo
- Maybeck Recital Hall (1988)
- Here's What I Like! (1990)
- Masks (1998) mit Harvie Swartz, Joe Maneri, Ronnie Bedford, Sheila Jordan, u. a. (rec. 1968–1995)
- Tzu-Jan: The Sound of the Tarot, Vol. 2 (2001)
- Innocence - Green Spring Suite (2004)
- Live at Dean Clough (2007)